# Pomacanthus navarchus
Pomacanthus navarchus (лат.) — вид тропических морских рыб из семейства рыб-ангелов (Pomacanthidae) отряда окунеобразных. Обитает на коралловых рифах в Индо-Тихоокеанской области от южного побережья Суматры на западе ареала до Новой Каледонии на востоке и от северных берегов Филиппин на севере до южной части Большого Барьерного рифа и берегов северо-восточной Австралии на юге.
Общая длина тела достигает 28 см. Продолжительность жизни до 25 лет.
Рыба-ангел Pomacanthus navarchus распространена в прибрежных водах большей части Малайского архипелага и на западной окраине Микронезии, включая отмели рифов Роули у берегов северо-западной Австралии, Новую Гвинею, Соломоновы острова, на север до Филиппинских островов, Палау и островов Яп. Обитает в богатых кораллами районах в светлых лагунах, проливах и на внешних склонах рифов. Встречается на глубинах от 3 до 40 м. Молодь в основном обитает на мелководных защищенных рифовых участках. Встречается чаще всего поодиночке, иногда парами. В местах обитания обычна, имеет стабильную популяцию.

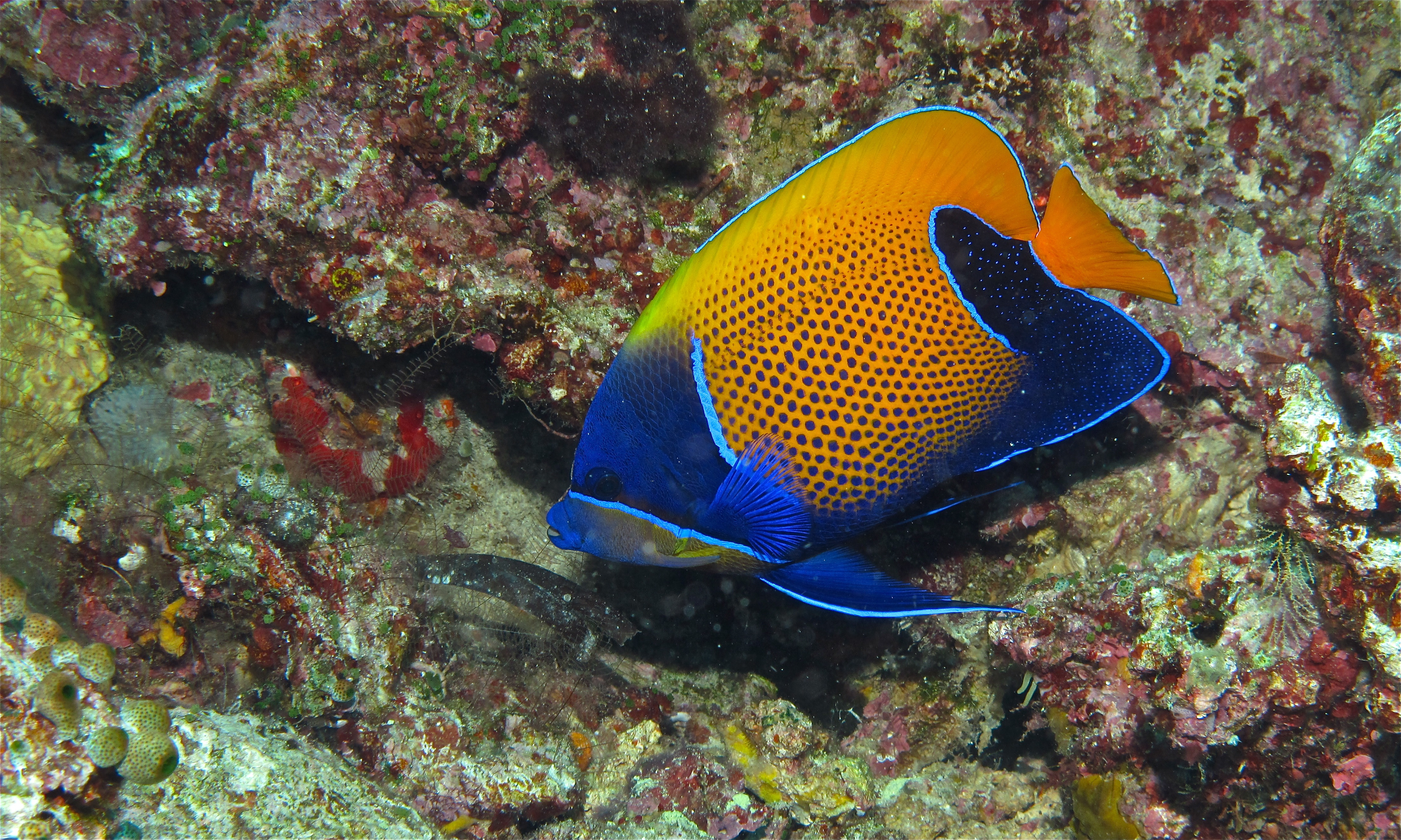

Рацион состоит в основном из губок и оболочников.